# Autobusy Kavka

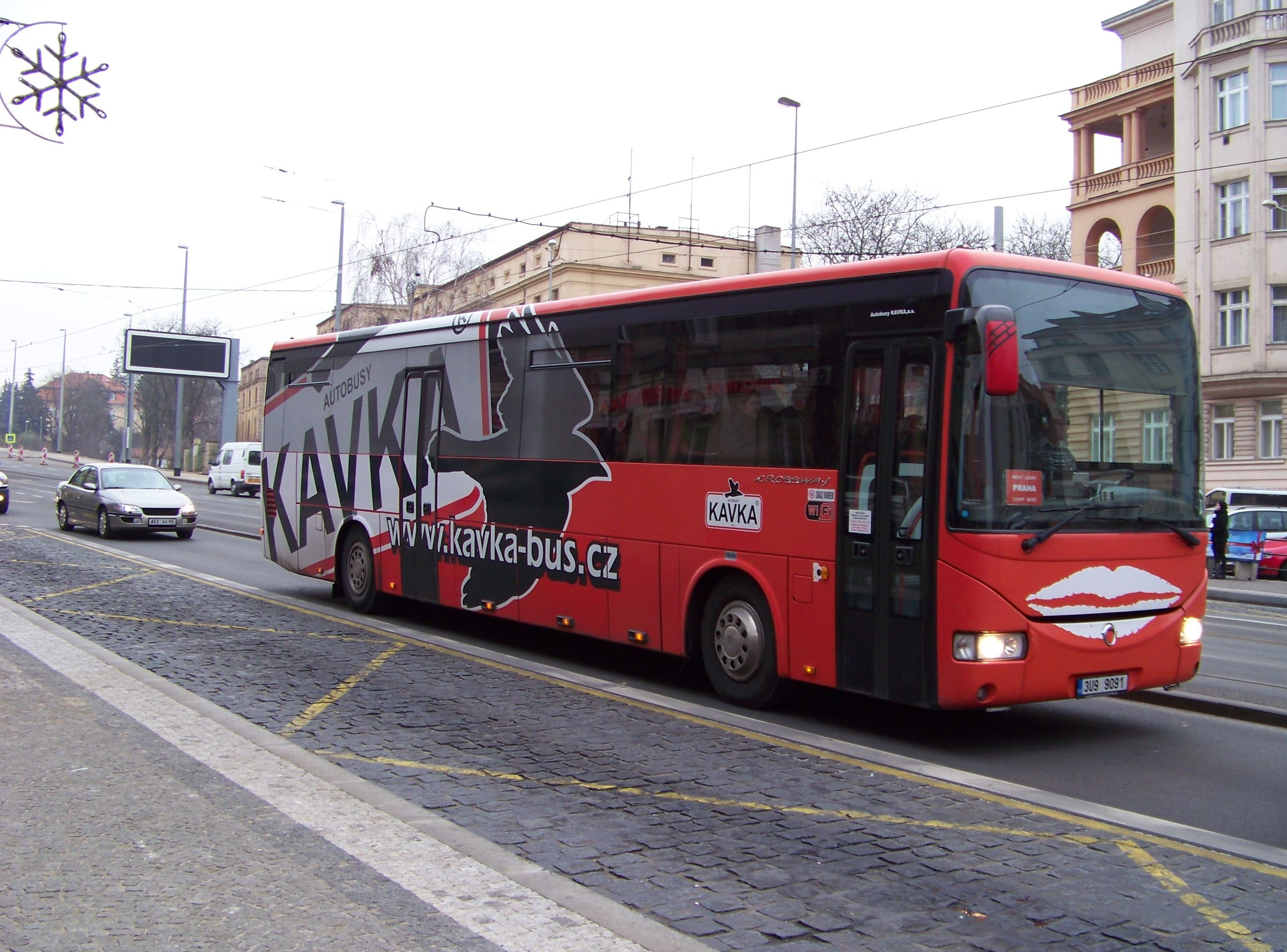
Irisbus Crossway dopravce Autobusy Kavka v Praze-Dejvicích u zastávky Kafkova, 2013

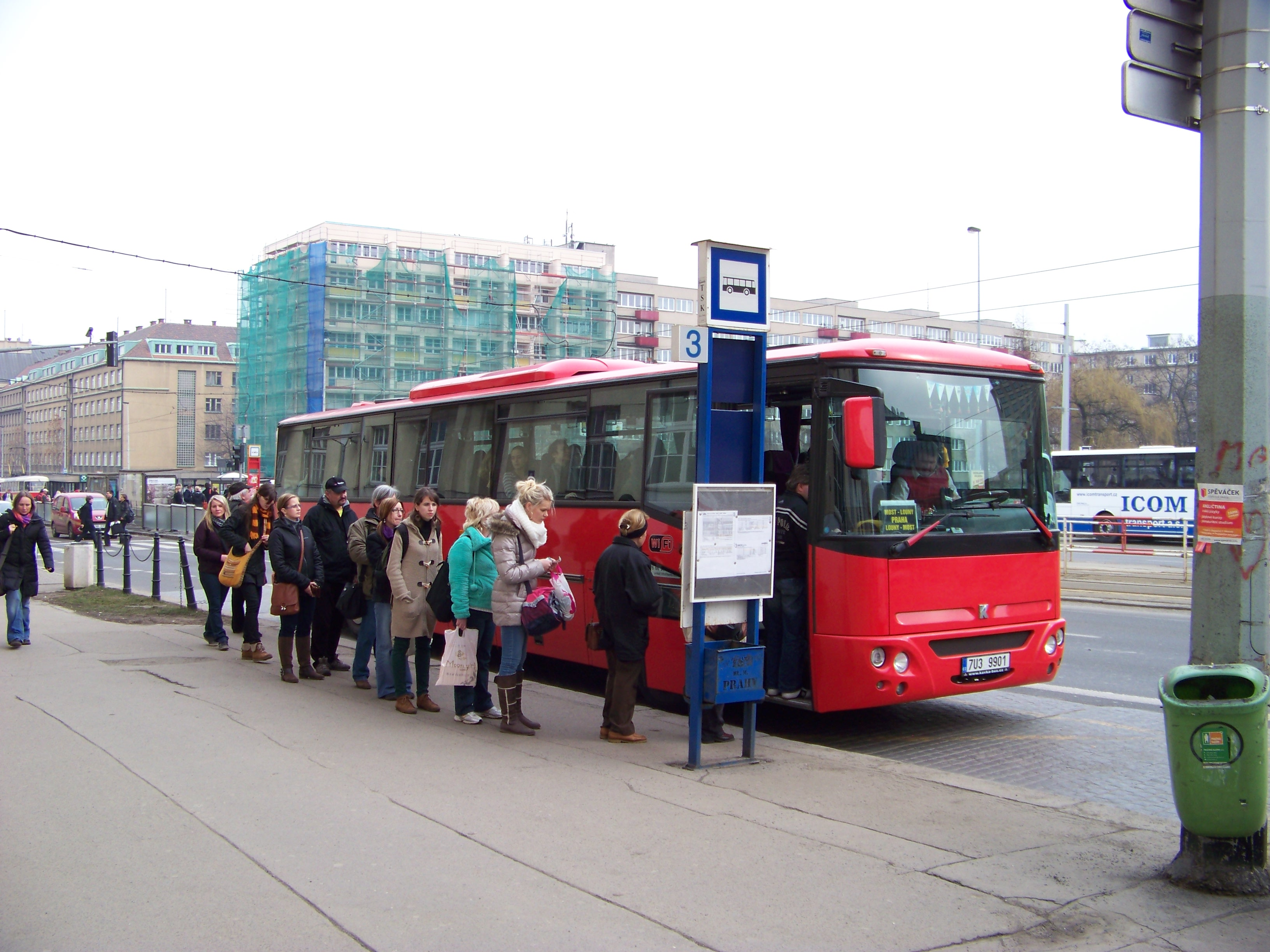
Praha, zastávka Dejvická, nástup do autobusu do Loun a Mostu, 2013.

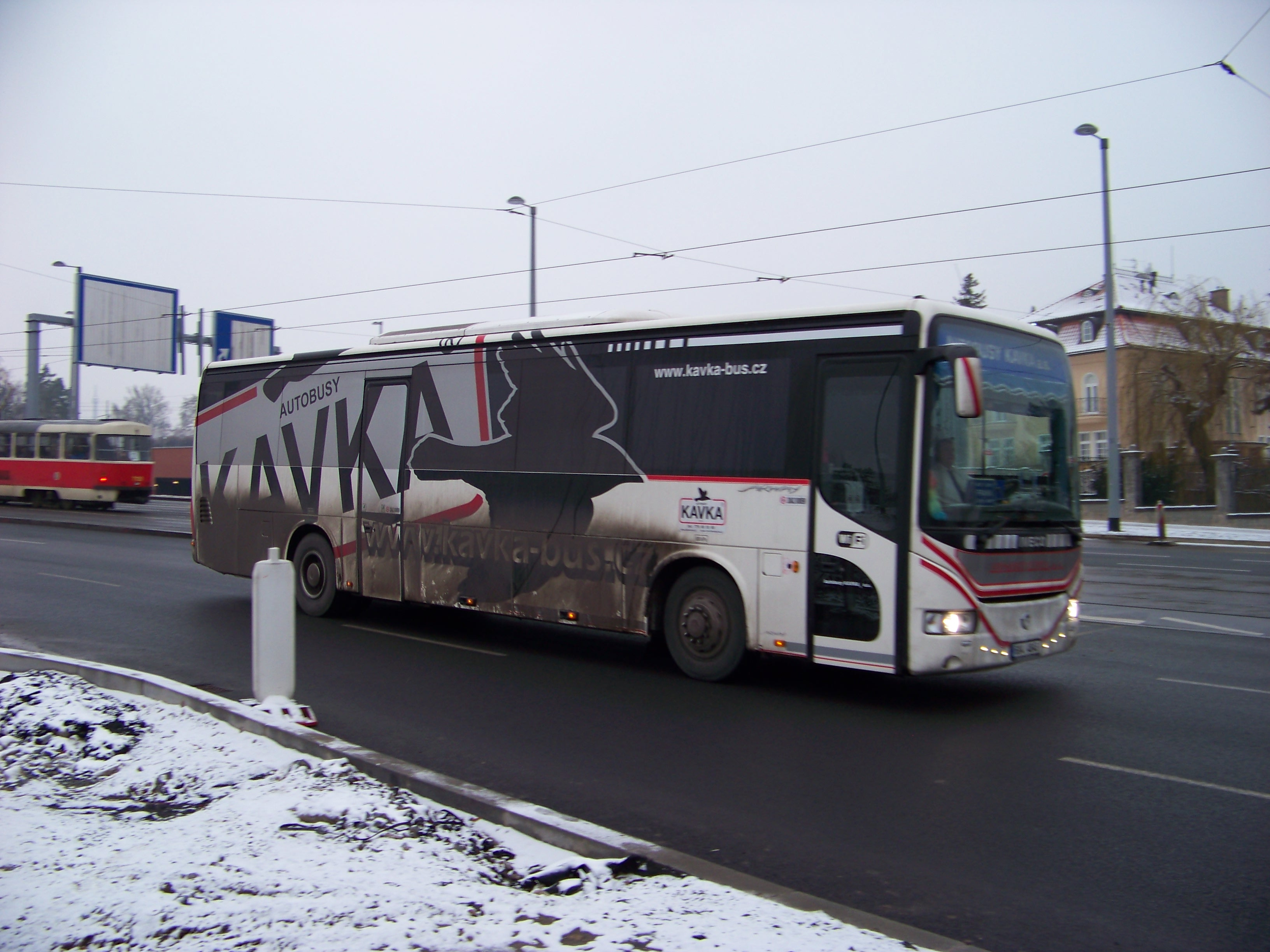
Irisbus Arway v Praze, leden 2014

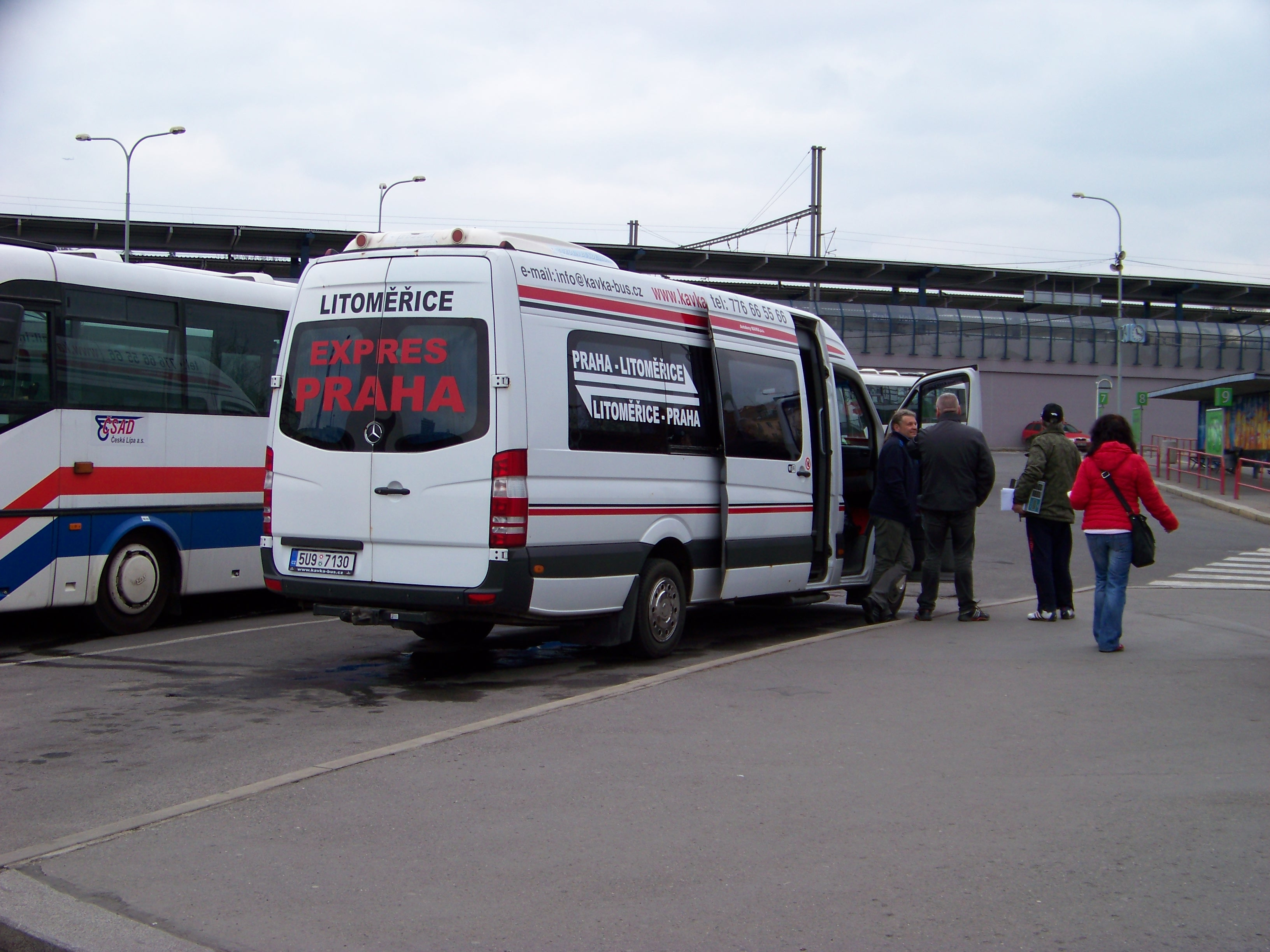
Minibus Mercedes-Benz Sprinter na lince Praha–Litoměřice v Praze-Holešovicích, březen 2014

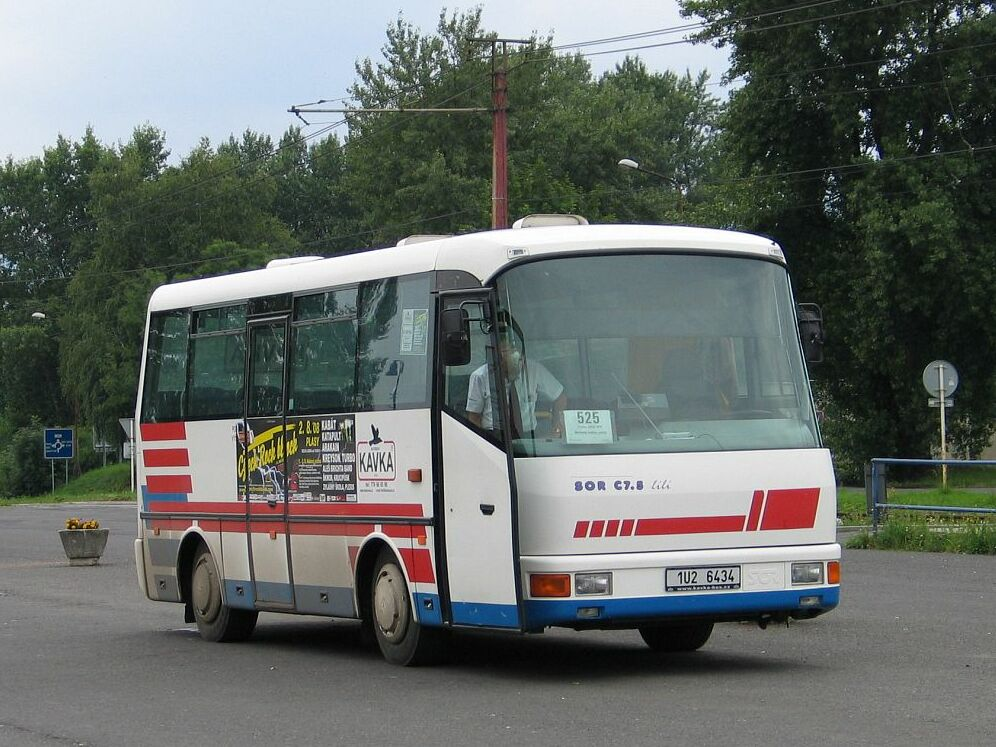
Autobus SOR C 7,5, jediný autobus značky SOR, který se kdy objevil ve vozovém parku firmy Kavka, u nádraží v Litvínově, 2008

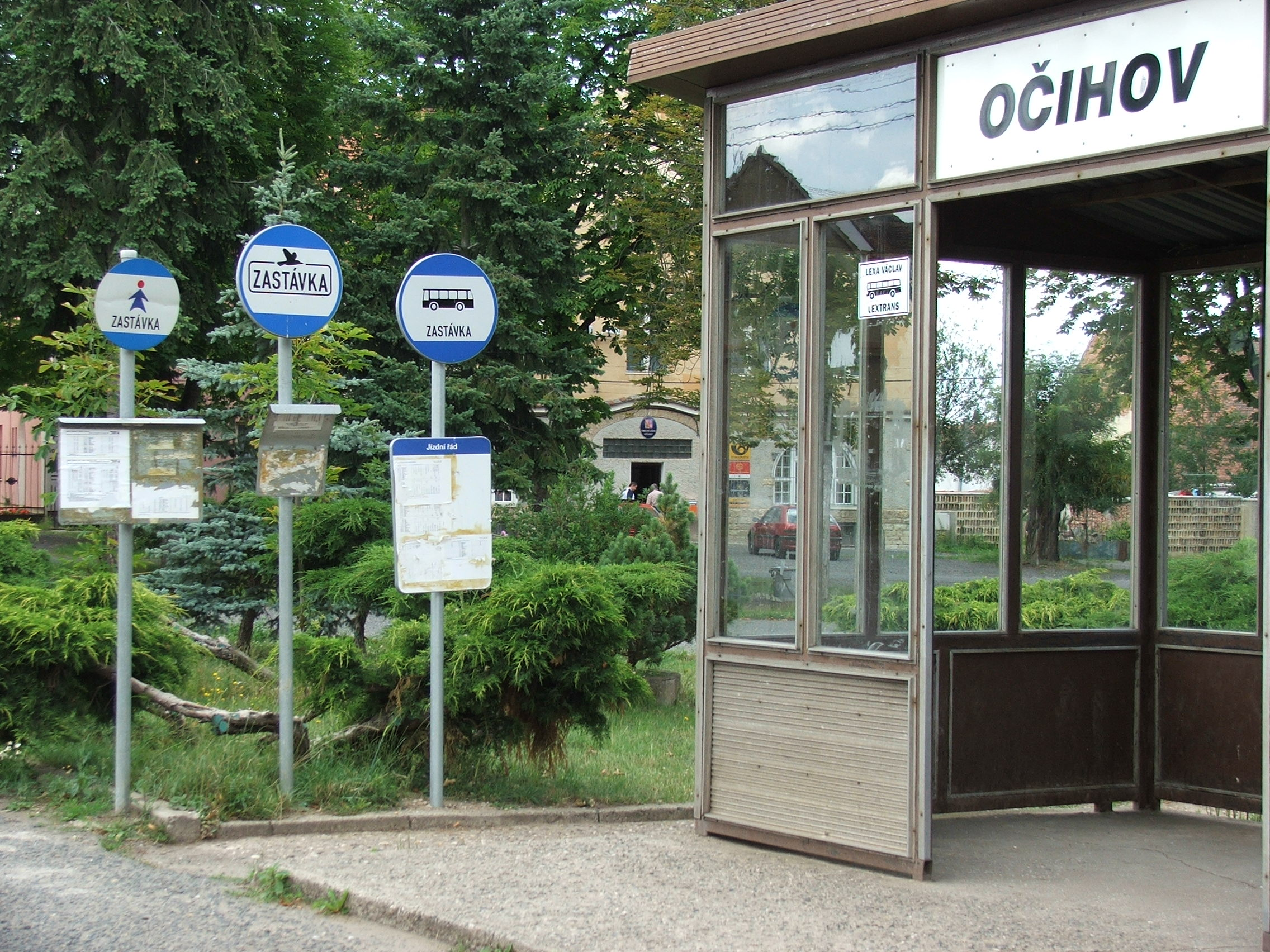
Označník zastávky firmy Kavka v Očihově v konkurenci s označníky dopravců DPÚK a LEXTRANS a s krajským označníkem

Autobusy KAVKA, a.s. je autobusový dopravce z Mostu. Do obchodního rejstříku byl zapsán 30. března 2006. Vydáno bylo 200 ks kmenových akcií na jméno v listinné podobě ve jmenovité hodnotě po 10 000 Kč, jejichž vlastníci nejsou v obchodním rejstříku uvedeni. Předsedou tříčlenného představenstva je od vzniku společnosti Karel Kavka (nar. 1964) z Mostu. Živnost Karel Kavka - KAVKA (IČ 40241271) byla zaregistrována v roce 1991. Do 1. srpna 2006 provozoval autobusovou dopravu Karel Kavka jako živnostník, akciová společnost se stala jeho jediným nástupcem. Dopravce je členem sdružení ČESMAD BOHEMIA.

## Autobusová doprava

### Neveřejná doprava
Zpočátku zajišťoval Kavka dopravu pro zájezdy do evropských států a do mořských letovisek pro cestovní kanceláře. Postupně na základě úspěchu ve výběrových řízeních i přímého oslovení ze strany průmyslových podniků začal zajišťovat zaměstnaneckou dopravu do průmyslových oblastí Mostecka a Chomutovska z měst Mostu, Litvínova, Chomutova, Jirkova, Teplic, Loun a Žatce. Dlouhodobě dopravce nabízí poskytování neveřejné dopravy různého typu.

### Dálkové linky
V první polovině 90. let zahájil veřejnou linkovou dopravu na trase Litvínov – Komořany – Ervěnice. V roce 1994 zahájil veřejnou linkou dopravu na trase Most – Plzeň a v roce 1997 na trase Litvínov – Most – Louny – Praha, poté na linkách Jirkov – Chomutov – Louny – Praha a Podbořany – Žatec – Postoloprty – Louny – Praha, to vše na vlastní náklady bez dotací.
V roce 2009 zahájil dopravu na komerčních veřejných linkách Most – Bílina – Teplice a Most – Praha, Ládví, v roce 2013 na linkách Podbořany – Žatec – Louny – Praha a Teplice – Lovosice – Praha, v roce 2014 na linkách Litoměřice – Praha a Most – Libochovice – Budyně nad Ohří – Roudnice nad Labem – Praha.

### Základní dopravní obslužnost
V souvislosti s dopravní krizí v Ústeckém kraji zajistila společnost náhradní dopravu v oblasti Lounsko-západ, kde následně získala licence na dané linky platné do 2. června 2007.
Společnost Autobusy Kavka a.s. zaslala v červnu 2010 ministerstvu vnitra návrh na zahájení sporného řízení z rámcové smlouvy o závazku veřejné služby ve veřejné linkové dopravě k zajištění dopravní obslužnosti v oblasti Litvínovsko, uzavřené s Ústeckým krajem dne 12. dubna 2007 ohledně tvrzené prokazatelné ztráty ve výši 546 718,30 Kč s příslušenstvím. Ministerstvo vnitra 8. července 2010 usnesením postoupilo návrh k vyřízení ministerstvu dopravy, to však usnesením z 25. října 2010 vrátilo věc k rozhodnutí zpět ministerstvu vnitra. V roce 2011 se ministerstvo vnitra obrátilo ohledně určení kompetence ve sporech týkajících se dvou dopravců (Autobusy KAVKA a. s. a Autobusy Karlovy Vary a.s.) obrátilo na soud. Nejvyšší správní soud určil jako příslušné k rozhodnutí ministerstvo vnitra.
V následujícím výběrovém řízení na sedmileté provozování autobusové dopravy do roku 2014 sice v oblasti Lounska neuspěla (umístila se ve výběrovém řízení jako třetí), ale vyhrála ve výběrovém řízení v oblasti Litvínovsko v rozsahu 8 linek, což představovalo 3 % rozsahu autobusové dopravy objednávané krajem.
Mostecký deník přinesl počátkem září 2007 zprávu, že lomští občané protestovali u své radnice proti krajem zvolenému dopravci. Lidé si stěžovali na nedodržování jízdního řádu, vynechávání autobusů, nadjíždění jízdního řádu až o 10 minut, na nevhodné vozy, které nejdou větrat, třesou se a mají nedostatečnou kapacitu pro kočárky atd. Starosta Lomu Josef Nétek přiznal, že ani vedení města není z volby dopravce nadšené, a přislíbil vyvolat jednání s krajem o změně dopravce. Majitel společnosti Karel Kavka byl výtkami překvapen a uvedl, že žádnou oficiální výtku neobdrželi a že jeho firma je jedním z mála dopravců, kteří splňují podmínky kraje co se týče stavu autobusů, takže se odebrání licence nebojí.
Ve výběrových řízeních Ústeckého kraje na desetileté provozování dopravy v letech 2015–2024 společnost Autobusy Kavka nezvítězila v žádné oblasti.

## Autobusové linky
Dálkové a komerční linky:
- 570672 Most – Žatec – Podbořany – Kralovice – Plzeň (zřízena roku 1994, od 6. března 2011 obnoven pár spojů dva pracovní dny v týdnu, reálný provoz zastaven 11. prosince 2011,[2] v roce 2014 pouze jeden spoj ročně v části trasy a na webu společnosti není jízdní řád uveden)
- 570673 Litvínov – Most – Louny – Praha (od roku 1997)
- 520700 Jirkov – Chomutov – Louny – Praha (linka zřízena 1. dubna 2004,[2] 10. června 2007 zrušena kvůli ztrátovosti a uvolnění kapacity pro převzatou dopravu v ZDO na Litvínovsku,[12] 9. prosince 2007 provoz zastaven,[2] od 29. prosince 2010 zaveden jeden spoj ročně,[2] v roce 2014 pouze jeden spoj ročně v části trasy a na webu společnosti není jízdní řád uveden)
- 560674 Podbořany – Žatec – Louny – Praha (linka zřízena 1. dubna 2004 pod číslem 570674, 10. června 2007 obnovila licenci, 9. prosince 2007 přečíslovaná na 560674, 13. května 2013 byl obnoven provoz[2])
- 570919 Litvínov – Most – Praha, Ládví (zřízena 1. září 2009[2])
- 570679 Most – Bílina – Teplice (od 1. září 2009,[12][1] již neexistuje?)
- 570920 Litvínov – Osek – Duchcov – Teplice – Lovosice – Praha (vznikla 1. září 2013 prodloužením a přečíslováním linky 580913[2])
- 570922 Most – Libochovice – Roudnice nad Labem – Praha (linka zřízena 2. března 2014[2] či 14. dubna 2014[13])
- 550911 Litoměřice – Praha (linka zřízena 2. března 2014,[2] od 5. května 2014 nahrazena linkou 580913, na níž jen jeden pár spojů pokračuje až do Teplic / z Teplic)
- 580913 (Teplice – Lovosice –) Litoměřice – Praha (linka zřízena 5. května 2014, předtím zřízena 9. června 2013 a zrušena 1. září 2013[2])

Jsou zmiňovány též linky, zřejmě již zaniklé, které v květnu 2014 nejsou obsaženy v CIS JŘ: 
- 570671 Litívnov – Ervěnice[12]
- 570675 Most – lokalita ČSA-EU, a.s.[12]
- 570676 Most – Komořany – lokalita ČSA-EU, a.s.[12]
- 570678 Most – Čepirohy[12]
- Linka 2, smluvní doprava, Most – Komořany[12]

Od listopadu 2007 do roku 2008 provozoval dopravce 4 linky do průmyslové zóny TRIANGLE u Žatce:
- 300 Podbořany – Žatec – IPS Alpha
- 301 Jirkov – Chomutov – IPS Alpha
- 302 Louny – IPS Alpha
- 303 Litvínov – Most – IPS Aplha

Základní dopravní obslužnost v oblasti Lounsko-západ od září 2006 (v rámci krize krajské dopravy) do června 2007, kdy oblast na 7 let dostal nový dopravce BusMat plus s.r.o.:
- 561704 Žatec – Louny – Lovosice – Ústí nad Labem
- 561713 Louny – Vinařice
- 561715 Louny – Ročov
- 561716 Louny – Pnětluky – Domoušice
- 561717 Louny – Tuchořice – Třeskonice
- 561718 Louny – Žatec – Podbořany
- 561734 Žatec – Postoloprty – Louny
- 561738 Žatec – Postoloprt – Louny
- 561739 Žatec – Tuchořice – Lipenec – Zeměchy
- 561741 Žatec – Třeskonice – Nečemice

Základní dopravní obslužnost oblasti Litvínovsko (2007–2014):
- 572521 Brandov – Hora Svaté Kateřiny – Nová Ves v Horách – Záluží – Litvínov
- 572522 Litvínov – Mníšek – Hora Svaté Kateřiny – Brandov (linka byla zrušena)[12]
- 572523 Litvínov – Český Jiřetín
- 572524 Litvínov – Lom – Mariánské Radčice – Loučná
- 572525 Litvínov – Mariánské Radčice
- 572526 Most – Mariánské Radčice – Litvíno (od 29. června 2008 provoz linky ukončen)[12]
- 572530 Litvínov – Jirkov – Chomutov
- 572541 Most – Braňany

Linka 561741 Žatec – Kounov byla k 3. červnu 2007 nahrazena linkou 562741 dopravce Karel Matyáš - BUSMAT.

## Jízdné
Pro jednotlivé komerční linky jsou stanoveny samostatné ceníky podle kilometrických pásem, přičemž společný ceník pro linky 570673 a 570919 navíc obsahuje pro některé relace odchylky od kilometrického tarifu. V pásmech do 20 km se ceníky dálkových linek počátkem roku 2014 shodují.
Na linkách ZDO oblasti Litvínovsko platí jednotný tarif dopravce, neintegrovaný s tarify jiných dopravců, se zvýhodněním plateb čipovou kartou. Základní jízdné dle ceníku platného od 1. srpna 2013 činí například pro pásmo 0–4 km 11 Kč, pro pásmo 18–20 km 30 Kč, pro pásmo 91–100 km 116 Kč.
V roce 1999 zavedl dopravce elektronický odbavovací systém. Od roku 2002 či 2005 lze v autobusech Kavka používat čipové karty ve funkci elektronické peněženky. Při platbě čipovou kartou se uplatňuje snížené jízdné (na komerčních linkách cca o 5 %, na linkách ZDO o 10 %), na pěti dálkových komerčních linkách do Prahy je navíc každá desátá jízda ve zvoleném úseku zdarma na základě tzv. komerční slevy, pokud od první jízdy neuplyne více než 60 dní. Takových úseků si cestující může zvolit zároveň až 8. V dubnu 2014 bylo na linkách 570922 a 580913 zavedeno časově zvýhodněné zpáteční jízdné.
Rezervace míst na pět dálkových linek do Prahy je možná zdarma přes internet, nejsou k ní vyžadovány žádné osobní doklady ani registrace.

## Služby pro cestující
Telefonické informace poskytuje dopravce v pracovních dnech od 6 do 18 hodin, během letních prázdnin jen do 15 hodin. Informační kanceláře má společnost v Litvínově a v Mostě. Litvínovské je otevřeno po pět pracovních dní v týdnu od 6:30 do 15 hodin, mostecké vyřizuje agendu čipových karet jen po tři dny v týdnu 5 hodin denně. Vynechání spoje (zpoždění nad 15 minut) je možno hlásit v blíže nespecifikované pracovní době pomocí SMS na dispečink.
Vozy na linkách 570673 a 570919 z Litvínova a Mostu do Prahy jsou vybavena WiFi pro internetové připojení.

## Vozový park
Web Seznam autobusů eviduje u dopravce Autobusy Kavka v květnu 2014 celkem 28 provozních autobusů. Z toho 8 vozů Karosa C 934, 2 vozy Karosa C 954, 1 vůz Karosa C 955, 2 vozy Karosa Axer 12M C 956, 1 vůz Karosa LC 936, 2 vozy Irisbus Crossway 12.8M, 1 vůz Irisbus Arway 12M, 4 vozy Irisbus Midway 9.7M, 1 vůz MAN Lion´s Star, 2 vozy Isuzu Turquoise class II Interurbano, 1 minibus Mercedes-Benz Sprinter 518 CDI, 2 minibusy Iveco Stratos (LE 37 a L 27) a 1 minibus Ford Transit 420 L. Množství autobusů, zejména značky Karosa řad 700 a 900, včetně několika kloubových, již bylo vyřazeno.